# Бубликово (Алексеевский район)
Бубликово — село в Алексеевском районе (городском округе, с 2018) Белгородской области, входит в состав Жуковского сельского поселения.

## География
Расположено в восточной части области, в 24 км к югу от районного центра, города Алексеевки. 

## История
Упоминается в Памятной книжке Воронежской губернии за 1887 год как "хуторъ Бубликовъ" Наголенской волости Бирюченского уезда. Число жителей обоего пола — 949, число дворов — 137.

## Население
| 1859 | 1897  | 2002 | 2010 |
| ---- | ----- | ---- | ---- |
| 1312 | ↘1089 | ↘308 | ↘266 |

## Инфраструктура
Улицы и переулки
| - ул. Дачная - ул. Заречная - ул. Молодежная |